# Riedelhof (Emskirchen)
Riedelhof ist ein Gemeindeteil des Marktes Emskirchen im Landkreis Neustadt an der Aisch-Bad Windsheim (Mittelfranken, Bayern). Riedelhof liegt in der Gemarkung Schauerberg.

## Geografie
Nördlich des Weilers liegen einige Weiher. Dort entspringt auch ein namenloser linker Zufluss der Mittleren Aurach. Im Süden erhebt sich die Winterleite (393 m ü. NHN). Eine Gemeindeverbindungsstraße führt nach Flugshof (0,7 km südlich) bzw. zum Gewerbegebiet West (0,6 km nördlich), eine weitere führt nach Emskirchen (1 km östlich).

## Geschichte
Der Ort wurde 1420 als „Ruttelbach“ erstmals schriftlich erwähnt. Bis zur ersten Hälfte des 19. Jahrhunderts wurde er „Rüdelhof“ genannt.
Gegen Ende des 18. Jahrhunderts bestand Riedelhof aus einem Anwesen. Das Hochgericht übte das brandenburg-bayreuthische Fraischvogteiamt Emskirchen-Hagenbüchach aus. Der Hof hatte das Spital Ansbach als Grundherrn.
Von 1797 bis 1810 unterstand der Ort dem Justizamt Markt Erlbach und Kammeramt Emskirchen. Im Rahmen des Gemeindeedikts wurde Riedelhof dem 1811 gebildeten Steuerdistrikt Emskirchen und der 1813 gegründeten Munizipalgemeinde Emskirchen zugeordnet. Mit dem Zweiten Gemeindeedikt (1818) wurde es in die neu gebildete Ruralgemeinde Schauerberg umgemeindet. Am 1. Januar 1970, also noch vor der Gebietsreform in Bayern, wurde Schauerberg nach Emskirchen eingemeindet.

### Baudenkmal
- Haus Nr. 1 u. 2: Gutshof, zwei Wohnstallhäuser[9]

### Einwohnerentwicklung
| Jahr      | 001818 | 001840 | 001861 | 001871 | 001885 | 001900 | 001925 | 001950 | 001961 | 001970 | 001987 |
| Einwohner | 27     | 29     | 27     | 36     | 25     | 27     | 28     | 30     | 24     | 18     | 18     |
| Häuser    | 3      | 3      |        |        | 5      | 5      | 3      | 3      | 4      |        | 4      |
| Quelle    | [ 11 ] | [ 12 ] | [ 13 ] | [ 14 ] | [ 15 ] | [ 16 ] | [ 17 ] | [ 18 ] | [ 19 ] | [ 20 ] | [ 1 ]  |

## Religion
Der Ort ist seit der Reformation evangelisch-lutherisch geprägt und bis heute nach St. Kilian (Emskirchen) gepfarrt.